# Pasión de gavilanes
Pasión de gavilanes er en colombiansk tv-serie fra 2003. Hovedrollerne spilles af henholdsvis Danna García (Norma Elizondo Acevedo), Mario Cimarro (Juan Reyes Guerrero), Paola Rey (Jimena Elizondo Acevedo), Juan Alfonso Baptista (Óscar Reyes Guerrero), Natasha Klauss (Sara "Sarita" Elizondo Acevedo) og Michel Brown (Franco Reyes Guerrero).